# Hoya Mala
Hoya Mala es un barrio ubicado en el municipio de San Sebastián en el estado libre asociado de Puerto Rico. En el Censo de 2010 tenía una población de 3.594 habitantes y una densidad poblacional de 244,05 personas por km².

## Geografía
Hoya Mala se encuentra ubicado en las coordenadas 18°21′6″N 66°57′48″O / 18.35167, -66.96333. Según la Oficina del Censo de los Estados Unidos, Hoya Mala tiene una superficie total de 14.73 km², que corresponden a tierra firme.

## Demografía
Según el censo de 2010, había 3.594 personas residiendo en Hoya Mala. La densidad de población era de 244,05 hab./km². De los 3.594 habitantes, Hoya Mala estaba compuesto por el 89.26% blancos, el 4.56% eran afroamericanos, el 0.06% eran amerindios, el 0.08% eran asiáticos, el 4.56% eran de otras razas y el 1.47% pertenecían a dos o más razas. Del total de la población el 99.08% eran hispanos o latinos de cualquier raza.